# F 17 (sous-marin)
Pour les articles homonymes, voir F17.
Le F 17 est un sous-marin italien de la classe F, lancé pendant la Première Guerre mondiale et en service dans la Regia Marina.

## Caractéristiques
La classe F déplaçait 260 tonnes en surface et 320 tonnes en immersion. Les sous-marins mesuraient 46,63 mètres de long, avaient une largeur de 4,22 mètres et un tirant d'eau de 2,62 mètres. Ils avaient une profondeur de plongée opérationnelle de 40 mètres. Leur équipage comptait 2 officiers et 24 sous-officiers et marins.
Pour la navigation de surface, les sous-marins étaient propulsés par deux moteurs diesel FIAT de 325 chevaux-vapeur (cv) (239 kW) chacun entraînant deux arbres d'hélices. En immersion, chaque hélice était entraînée par un moteur électrique Savigliano de 250 chevaux-vapeur (184 kW). Ils pouvaient atteindre 12,3 nœuds (22,8 km/h) en surface et 8 nœuds (14,8 km/h) sous l'eau. En surface, la classe F avait une autonomie de 1 200 milles nautiques (2 222 km) à 9,3 noeuds (17,22 km/h); en immersion, elle avait une autonomie de 139 milles nautiques (257 km) à 1,5 noeuds (2,77 km/h).
Les sous-marins étaient armés de 2 tubes lance-torpilles à l'avant (proue) de 45 centimètres, pour lesquels ils transportaient un total de 4 torpilles. Sur le pont arrière se trouvait 1 canon antiaérien Armstrong de 76/30 mm pour l'attaque en surface. Ils étaient également équipés d'une mitrailleuse Colt de 6,5 mm.

## Construction et mise en service
Le F 17 est construit par le chantier naval Orlando (Cantiere navale fratelli Orlando) de Livourne en Italie, et mis sur cale le 14 octobre 1915. Il est lancé le 3 juin 1917 et est achevé et mis en service le 17 août 1917. Il est commissionné le même jour dans la Regia Marina.

## Historique
Une fois en service, il est placé sous le contrôle du Commandement militaire maritime de La Spezia.
Pendant quelques mois, il est employé dans le nord de la mer Tyrrhénienne sous le commandement du lieutenant de vaisseau (tenente di vascello) Angelo Parona (qui deviendra plus tard, pendant la Seconde Guerre mondiale, amiral et commandant de la base italienne de Betasom), effectuant des patrouilles anti-sous-marines.
Le 14 janvier 1918, il est transféré à la IIe Flottille sous-marine à Brindisi, mais il est déployé à Vlore pour la défendre..
Il a ensuite changé de base avec Venise et a opéré dans 6 missions offensives dans le canal de Fažana (en italien : Fasana) et dans les eaux d'Istrie.
A la fin de la guerre, il est affecté à l'Escadron de sous-marins de Venise.
En 1925, il est transféré à Tarente; le commandant de l'unité est le lieutenant de vaisseau Alfredo Grillo.
Il participe aux exercices militaires de 1926 et 1927.
Radié le 1er novembre 1929, il est ensuite mis au rebut.